# Замосточчя (Червенський район)
Замосточчя (біл. вёска Замасточча) — село в складі Червенського району Мінської області, Білорусь. Село підпорядковане Руднянській сільській раді, розташоване в центральній частині області.